# Luxair
A Luxair (Luxair SA, Société Luxembourgeoise de Navegação Aérea), é uma companhia aérea de Luxemburgo, com sede no Aeroporto Internacional de Luxemburgo-Findel, em Sandweiler. Opera voos regulares para destinos na Europa, África do Norte, Mediterrâneo e oriente Médio com charter e voos sazonais.

## História

### Primeiros anos
Descendente da Luxembourg Airlines, fundada em 1948, a Luxair estava começando a ser criada em 1961 para atender à crescente demanda por ligações aéreas entre o Luxemburgo e outras cidades europeias. Em 1962, a Luxembourg Airlines tornou-se Luxair e iniciou voos lançando uma rota Luxemburgo-Paris com uma Amizade Fokker F27 .
De 1964 a 1969, a Luxair operou três aeronaves Lockheed L-1649A Starliner em um acordo de cooperação com a Trek Airways , do Luxemburgo a Joanesburgo . Os Starliners foram pintados com libré Luxair e foram registrados no Luxemburgo. Em 1967, a frota da Luxair consistia em três Amizades Fokker F27 e um Visconde Vickers . Este último foi amortizado em um acidente não fatal em 1969 e substituído no ano seguinte pelo primeiro avião a jato da companhia , o Sud Aviation Caravelle . A primeira aeronave da Boeing , um 737-200 , juntou-se à frota em 1977.
Ao longo dos anos, a Luxair introduziu gradualmente mais aeronaves a jato: Boeing 747SPs (para rotas para a África do Sul), Boeing 737-400s e Boeing 737-500s ; bem como turboélices Fokker 50 e jatos Embraer .

### Desenvolvimento desde os anos 2000
Em março de 2003, a Luxair encomendou dois novos Boeing 737-700 para substituir suas aeronaves Boeing mais antigas. A primeira aeronave foi entregue em 18 de fevereiro de 2004. Uma terceira aeronave foi encomendada em agosto de 2003 e entregue em janeiro de 2005. Posteriormente, no mesmo período do mesmo ano, um novo logotipo foi lançado em 21 de dezembro de 2003. Desta vez , o paperfly-logo de 42 anos está confinado à história após 42 anos e, com isso, é substituído por outra coisa nova que se tornará um bumerangue voador que simboliza uma nova identidade visual.
Em um esforço para mudar para uma frota de todos os jatos, a última aeronave Fokker 50 foi retirada de serviço em abril de 2005. O aumento do custo do petróleo tornou a operação de jatos regionais cada vez mais difícil. Para diminuir sua exposição, a Luxair decidiu reintroduzir aeronaves turboélices e, em junho de 2006, assinou um pedido firme com a Bombardier Aerospace para três Dash 8-Q400s , além de três opções. A última das três aeronaves foi entregue em setembro de 2007. Dois Q400 adicionais foram encomendados posteriormente.
Em outubro de 2008, a Luxair decidiu fazer um pedido para o seu primeiro Boeing 737-800 . Essa aeronave substituiu o último Boeing 737–500 da frota da Luxair e facilitou a oferta da Luxair em seus destinos de férias. Em 2009, a companhia aérea foi premiada como a operadora programada mais pontual no aeroporto da cidade de Londres durante 2008 pela Flight on Time, com base nas estatísticas da CAA. Em 2011, a Luxair transportou 1.302.771 passageiros.
Em 2013 e 2014, dois novos Boeing 737-800 equipados com o novíssimo Boeing Sky Interior se tornaram parte da frota, o que permitiu à Luxair retirar o último Boeing 737-500 de serviço.
Em julho de 2015, acionista minoritário da Luxair Lufthansa anunciou que iria vender sua participação de 13 por cento na companhia aérea que tinha realizado desde 1993. O governo do Luxemburgo foi nomeado como o comprador preferido. Em novembro de 2015, a venda foi finalizada quando a Lufthansa vendeu toda a sua participação para o estado do Luxemburgo. Luxair também anunciou que deixaria de voar sua rota para o aeroporto de Frankfurt anteriormente operada em um código compartilhado com a Lufthansa, já que esta iniciou a mesma rota. Luxair ainda faz parte do programa de passageiro frequente da Lufthansa Miles & More .
Após a falência da Air Berlin , a Luxair anunciou que começaria a voar do aeroporto de Saarbrücken para o aeroporto de Berlim Tegel . A Luxair alugou um Bombardier CRJ700 da Adria Airways com sede em Saarbrücken.

## Assuntos corporativos

### Propriedade
Em novembro de 2015, depois que a Lufthansa vendeu suas ações, a companhia aérea era de propriedade do Estado do Luxemburgo (52,04%), do Banque et Caisse d'Épargne de l'État (21,81%), do Banque Internationale to Luxembourg (13,14%), Grupo Luxair e outros (13,11%). No total, o Estado do Luxemburgo detém 74,98% da empresa através de várias empresas estatais e através da participação de 10% do Banque Internationale no Luxemburgo.

### Tendências de negócios
As principais tendências do Luxair Group nos últimos anos são mostradas abaixo (no ano que termina em 31 de dezembro):
|                               | 2009  | 2010 \| \| 2009 \| 2010 \| 2011 \| 2012 \| 2013 \| 2014 \| 2015 \| 2016 \| \| ----------------------------- \| ----- \| ----- \| ----- \| ----- \| ----- \| ----- \| ----- \| ----- \| \| Turnover (Group) (€m) \| 383 \| 409 \| 429 \| 447 \| 472 \| 495 \| 505 \| 497 \| \| Profits (Group) (net) (€m) \| 1.3 \| 8.9 \| 3.6 \| −21.2 \| -0.6 \| 1.3 \| 1.8 \| −3.2 \| \| Number of employees (average) \| 2,334 \| 2,317 \| 2,344 \| 2,309 \| 2,288 \| 2,394 \| 2,496 \| 2,686 \| \| Number of passengers (m) \| 1.18 \| 1.25 \| 1.30 \| 1.37 \| 1.51 \| 1.68 \| 1.81 \| 1.84 \| \| Passenger load factor (%) \| 72.9 \| 73.8 \| 72.4 \| 73.4 \| 75.3 \| 74.5 \| 72.8 \| 71.6 \| \| Cargo carried (tons 000s) \| 672 \| 735 \| 678 \| 638 \| 693 \| 725 \| 759 \| 822 \| \| Notes/sources \| [3] \| [3] \| [4] \| [5] \| [6] \| [7] \| [8] \| [9] \| |       |       |       |       |       |       |
|                               | 2009  | 2010 | 2011  | 2012  | 2013  | 2014  | 2015  | 2016  |
| ----------------------------- | ----- | --- | ----- | ----- | ----- | ----- | ----- | ----- |
| Turnover (Group) (€m)         | 383   | 409 | 429   | 447   | 472   | 495   | 505   | 497   |
| Profits (Group) (net) (€m)    | 1.3   | 8.9 | 3.6   | −21.2 | -0.6  | 1.3   | 1.8   | −3.2  |
| Number of employees (average) | 2,334 | 2,317 | 2,344 | 2,309 | 2,288 | 2,394 | 2,496 | 2,686 |
| Number of passengers (m)      | 1.18  | 1.25 | 1.30  | 1.37  | 1.51  | 1.68  | 1.81  | 1.84  |
| Passenger load factor (%)     | 72.9  | 73.8 | 72.4  | 73.4  | 75.3  | 74.5  | 72.8  | 71.6  |
| Cargo carried (tons 000s)     | 672   | 735 | 678   | 638   | 693   | 725   | 759   | 822   |
| Notes/sources                 | [ 3 ] | [ 3 ] | [ 4 ] | [ 5 ] | [ 6 ] | [ 7 ] | [ 8 ] | [ 9 ] |

## Frota
A frota da Luxair consiste nas seguintes aeronaves em Fevereiro de 2015:
| Aeronave               | Em operação | Pedidos | Opções | Passageiros | Notas                   |
| ---------------------- | ----------- | ------- | ------ | ----------- | ----------------------- |
| Boeing 737-700         | 2           | —       | —      | 141         |                         |
| Boeing 737-800         | 3           | 1       | 2      | 186 / 189   | A ser entregue em 2015  |
| Bombardier Dash 8 Q400 | 7           | 3       | 2      | 76          |                         |
| Embraer ERJ 145        | 6           | —       | —      | 49          | A ser retirados em 2016 |
| Total                  | 18          | 4       | 4      |             |                         |

## Ligação externa
- Site oficial